# Université Chapman

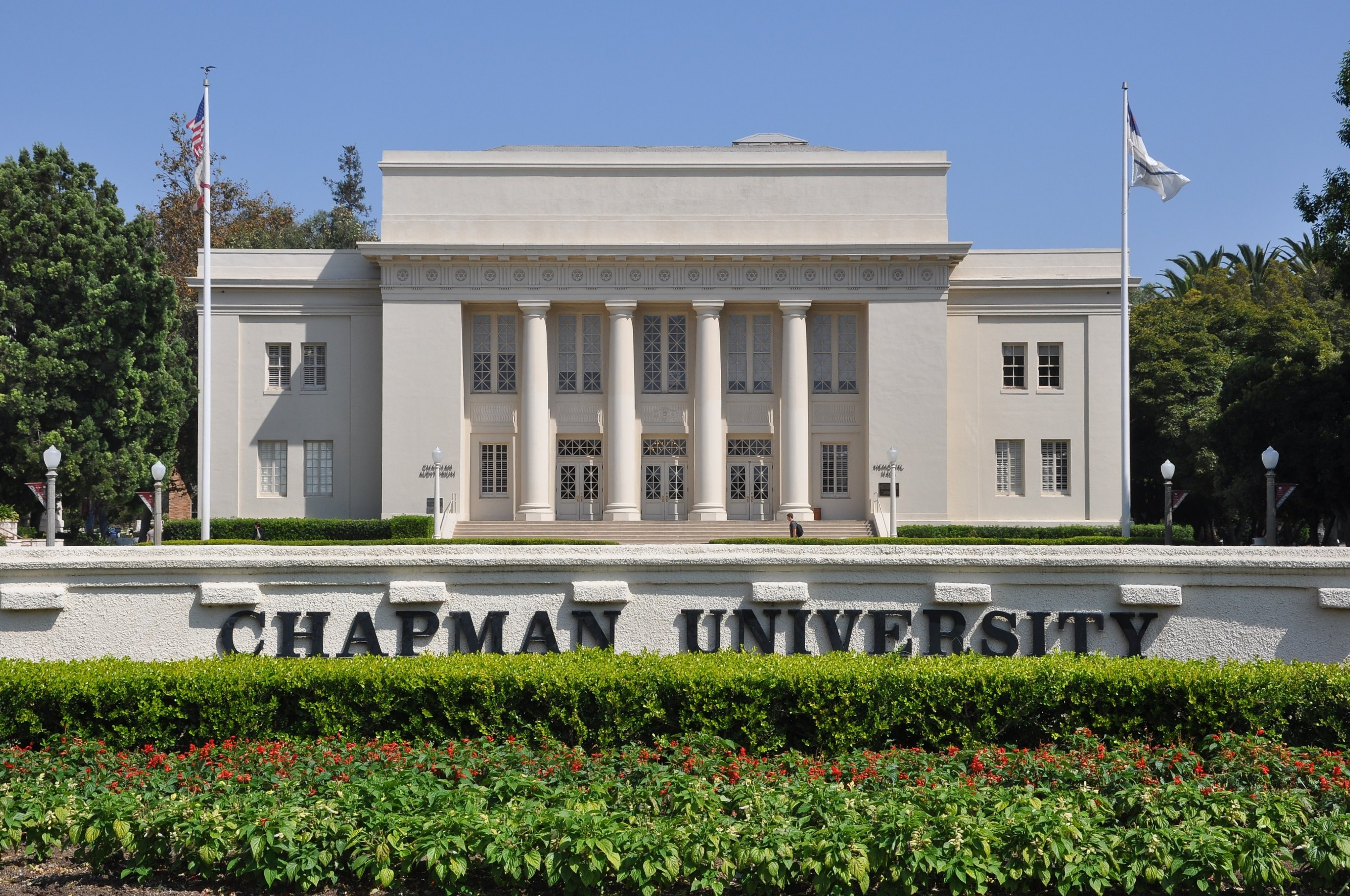
Hall Williams.

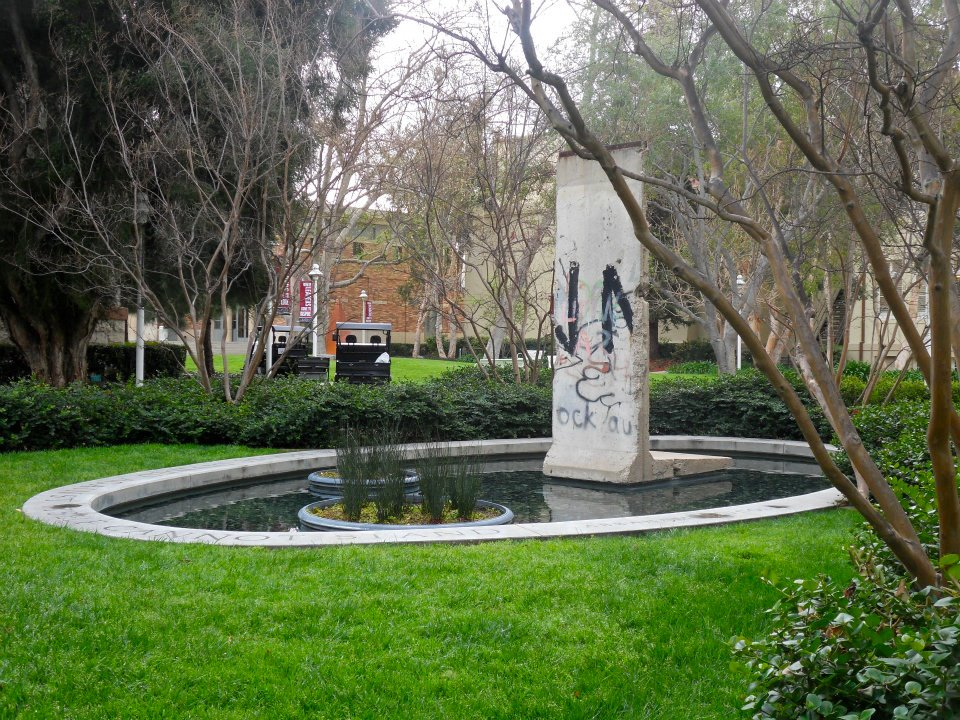
Partie du mur de Berlin exposée dans les jardins.

L'université Chapman (en anglais : Chapman University) est une université privée, à but non lucratif, située dans la commune d'Orange en Californie, États-Unis. Elle a été fondée en 1861 sous le nom de Hesperian College et le collège prend le nom de Charles Clarke Chapman, alors maire de la ville de Fullerton en 1934, avant de devenir l'université Chapman en 1991. L'établissement est affilié à l'Église chrétienne des Disciples du Christ, un courant protestant d'Amérique du Nord. L'université Chapman regroupe sept collèges et écoles.

## Différents programmes
- College of Educational Studies
- Lawrence and Kristina Dodge College of Film and Media Arts
- Wilkinson College of Humanities and Social Sciences
- Schmid College of Science
- College of Performing Arts
- Donald P. Kennedy Intercollegiate Athletic Program